# إمبراطورية تشالوكيا الغربية
حكمت إمبراطورية تشالوكيا الغربية معظم منطقة غرب ديكان في جنوب الهند في الفترة الممتدة بين القرنين العاشر والثاني عشر. تسمى سلالة الكناديجا أحيانًا باسم كالياني تشالوكيا بعد أن جعلوا من مدينة كالياني عاصمةً لهم، في حين يُطلق على السلالة التي حكمت الجزء الغربي من الإمبراطورية اسم تشالوكيا تمييزًا لهم عن السلالة السابقة.
سيطرت إمبراطورية راشتراكوتا على معظم منطقة ديكان ووسط الهند لمدة قرنين تقريبًا قبل ظهور سلالة تشالوكيا. دبَّت الفوضى في إمبراطورية راشتراكوتا في عام 973 بعد غزوٍ ناجح لعاصمتهم قام به تايلابا الثاني حاكم سلالة بارامارا، وهو ما سهل مهمة سيطرة سلالة تشالوكيا على حكم إمبراطورية راشتراكوتا. تحولت تشالوكيا إلى إمبراطورية تحت حكم سوميشفارا الأول الذي نقل العاصمة من مانيكيتا إلى كالياني.
خاضت إمبراطوريتا جنوب الهند تشالوكيا الغربية وسلالة تشولا في تانجور، العديد من الحروب الشرسة لأكثر من قرن للسيطرة على منطقة فينجي الخصبة. تحالفت سلالة تشالوكيا الشرقية في فينجي مع إمبراطورية تشولا خلال هذه الحروب، وهو الأمر الذي زاد من تعقيد الوضع. لكن إمبراطورية تشالوكيا الغربية حقَّقت خلال حكم فيكراماديتيا السادس - في أواخر القرن الحادي عشر وأوائل القرن الثاني عشر - تقدمًا كبيرًا، ووصلت إلى أقصى اتساع لها مع سيطرتها على معظم منطقة ديكان بين نهري نارمادا في الشمال وكافيرا في الجنوب. أما في الشرق فقد توسعت حدود الإمبراطورية تحت حكم سوميشفارا الأول الذي قاد حملات عسكرية ناجحة في أقصى الشرق مثل أراضي بيهار والبنغال. كانت هناك العديد من العائلات الحاكمة الرئيسية الأخرى في ديكان خلال هذه الفترة مثل: هويسالاس وكاكاتيا وكالاتشوريس، ولكنهم كانوا خاضعين جميعًا لحكم إمبراطورية تشالوكيا، ولم يحصلوا على استقلالهم حتى النصف الأخير من القرن الثاني عشر عندما ضعفت إمبراطورية تشالوكيا الغربية بشكل كبير.
طورت إمبراطورية تشالوكيا الغربية أسلوبًا معماريًا يعرف اليوم باسم «النمط الانتقالي»، ويعتبر صلة الوصل بين الأسلوب المعماري في عهد إمبراطورية تشالوكيا المبكرة والأسلوب المعماري في عهد إمبراطورية هويسالاس لاحقًا. تقع معظم الآثار المعمارية لإمبراطورية تشالوكيا الغربية في المناطق المتاخمة لنهر تونغابهادرا في وسط ولاية كارناتاكا. بالإضافة لذلك كان عصر إمبراطورية تشالوكيا الغربية فترة مهمة في تطور الفنون في جنوب الهند، خاصة في الأدب حيث شجع ملوك تشالوكيا الكتاب والأدباء الذين كتبو باللغات الأصلية للبلاد مثل السنسكريتية والكانادا.

## التاريخ
تأتي معظم معرفتنا لتاريخ إمبراطورية تشالوكيا الغربية من خلال النقوش الملكية المكتوبة بلغة الكانادا (أكد الباحثان شيلدون بولوك وجان هوبن أن 90% من النقوش الملكية لإمبراطورية تشالوكيا الغربية مكتوبة بلغة الكانادا)، ومن المصادر الأخرى الوثائق الأدبية لإمبراطورية تشالوكيا الغربية مثل: غادا يودها (982) بلغة الكانادا للكاتب رانا، وفيكرامانكديفا تشارتام (1120) باللغة السنسكريتية للكاتب بيلهانا، لكن أقدم هذه الوثائق يعود لعام 957 خلال حكم تايلابا الثاني عندما كانت إمبراطورية تشالوكيا الغربية في حالة حرب مع إمبراطورية راشتراكوتا. لايزال الجدل حول أصل وتسمية ملوك إمبراطورية تشالوكيا الغربية قائمًا حتى الآن. تشير إحدى النظريات المستندة إلى أدلة مأخوذة من النقوش الأدبية والملكية إلى أن ملوك تشالوكيا الغربية قد استخدموا الأسماء والألقاب التي كانت شائعة في عهد التشالوكيا الأوائل.
تشير السجلات التاريخية إلى تمرد محتمل لزعيم تشالوكيا المحلي تشاتيغاديفا في عام 967 تقريبًا، وتحالف مع زعماء قبيلة كادامبا، ورغم أن هذا التمرد لم يكن مثمرًا لكنه مهَّد الطريق لتايلابا الثاني الذي أعاد ترسيخ حكم سلالة تشالوكيا بعد بضع سنوات، تمكَّنت إمبراطورية تشالوكيا في عهد كاركا الثاني من هزيمة إمبراطورية راشتراكوتا التي كانت تسيطر على معظم منطقة ديكان، خصوصًا بعد الفوضى التي عمت إمبراطورية راشتراكوتا بعد أن تعرضت عاصمتهم للغزو في عام 973. نقل تايلابا الثالث عاصمته إلى مانيكيتا بعد تغلبه على راشتراكوتا، وعزز سيطرة إمبراطورية تشالوكيا على ديكان الغربية من خلال إخضاع سلالة بارامارا والسلالات الأخرى المنافسة وبسط سيطرته على كامل المنطقة الواقعة بين نهري نارمادا في الشمال وكافيرا في الجنوب.
احتدمت المنافسة في القرن الحادي عشر بين إمبراطورية تشالوكيا التي كانت تسيطر على ديكان الغربية وإمبراطورية تشولا التي كانت تسيطر على التاميل. تركز الصراع على وديان الأنهار الخصبة (كريشنا وغودافاري) والتي كانت تُعرف باسم فنجي. خاضت مملكتا تشالوكيا وتشولا صراعًا مريرًا للسيطرة على هذه الموارد الاستراتيجية. تحالف التشالوكيا الشرقيون في فنجي مع مملكة تشولا رغم القرابة التي كانت تربطهم بالتشالوكيا الغربيين، وربما يعود ذلك لعلاقات المصاهرة القوية التي كانت تربطهم بأسرة تشولا. تمكن الملك ساتياشرايا الذي خلف تايلابا الثاني على عرش مملكة تشالوكيا الغربية من التصدي لهجوم مملكة تشولا في كونكان وغوجارات، وعلى الرغم من ذلك فقد كانت سيطرته على فنجي ضعيفة.